# Niklas Bjarnehäll
Niklas Bjarnehäll, född 1972 i Olofström i Blekinge, är en svensk pianist och tonsättare. Bjarnehäll studerade piano på Musikhögskolan i Malmö och på Sibeliusakademin åren 1992-96. Bjarnehäll har även studerat portugisiska vid högskolan Dalarna. 
 Bjarnehäll har spelat med Sandviken Big Band samt i norsk -svenska gruppen Trio Askeladd. Han har turnerat i Ryssland, Kina och Brasilien samt samarbetat med artister som Georgie Fame, Rob McConnell, Svante Thuresson, Ray Anderson, Jan Allan, Magno Alexandre m.fl. Sedan 2009 ägnar sig Bjarnehäll åt brasiliansk musik i DUOJBrazil samt som solopianist. Första egna låten som kom på skiva var "Me and my Steinway" inspelad av pianisten Per Tengstrand (2002). Han hämtar i sitt komponerande influenser från klassisk musik samt folkmusik från Brasilien och Afrika. 2012 utkom första egna solopianoskivan Bonita som i Orkesterjournalen fick fyra av fem stjärnor. Recensenten Lasse Seger skrev där: "värme, spelglädje, nytänkande och en ovanligt bra ljudåtergivning genomsyrar produktionen. District 6 går rakt in i mitt hjärta!"
Numera undervisar Bjarnehäll i piano, musikteori och ensemble på estetiska musikprogrammet på Vasaskolan.

## Diskografi
- 1997 – Right on Time (Sandviken Big Band)
- 1999 – 30 years in business (Sandviken Big Band)
- 2005 – Trio Askeladd
- 2006 – The Zoo-Escape
- 2009 – In the Name of Freedom! (Sandviken Big Band)
- 2011 – Bipbip
- 2012 – Bonita

## Priser och utmärkelser
- Utbytesstipendiat, Sibeliusakademin 1994
- Gunvor Göranssons stipendifond, 2005, 2006, 2010
- Lars Buchans kulturfond, 2005, 2006, 2010